# Winchester (Indiana)
Winchester – miasto w Stanach Zjednoczonych, w stanie Indiana, siedziba administracyjna hrabstwa Randolph, położone nad rzeką White.